# Danielle Brisebois
Danielle Anne Brisebois (* 28. Juni 1969 in Brooklyn) ist eine US-amerikanische Sängerin, Songwriterin und Schauspielerin.

## Leben
Brisebois war bereits im Alter von drei Jahren in Werbespots zu sehen. Sie gab 1976 in Das Trauma ihr Filmdebüt als Kinderdarsteller und war in der Broadway-Uraufführung Annie zwischen 1977 und 1979 als Waisenkind Molly auch auf der Theaterbühne zu sehen. Ihr Gesang als Molly ist auf Jay-Zs Stück Hard Knock Life (Ghetto Anthem) als Sample zu hören. Ende der 1970er- und Anfang der 1980er-Jahre war Brisebois die Darstellerin der Stephanie Mills in den Fernsehserien All in the Family und Archie Bunker’s Palace. Für ihre Darstellung in Archie Bunker’s Palace gewann sie 1982 einen Youth in Film Awards (heute Young Artist Award) als Beste Darstellerin in einer Fernsehserie und wurde für einen Golden Globe Award als Beste Nebendarstellerin in einer Serie, Mini-Serie oder einem Fernsehfilm nominiert. Bis in die späten 1980er-Jahre trat Brisebois weiterhin in Kinder- und Jugendrollen vornehmlich in Fernsehserien auf.
Nach Ende ihrer Filmkarriere im Alter von 18 Jahren konzentrierte sich Brisebois auf die Musik. Sie war zunächst als Backgroundsängerin für Gregg Alexander tätig, mit dem sie seither regelmäßig zusammenarbeitete. Er war einer der Gastmusiker auf ihrem 1994 erschienenen Debütalbum Arrive All Over You; die daraus ausgekoppelte Single Gimme Little Sign erreichte 1995 Platz 51 der deutschen und Platz 75 der britischen Charts. Ab 1998 gehörte sie zu Alexanders Band New Radicals, die sich jedoch 1999 auflöste. Brisebois’ zweites Album Portable Life wurde 1999 veröffentlicht. Ab 2008 war Brisebois Teil der Gruppe The Not So Silent Majority um Gregg Alexander, Rusty Anderson und Rick Nowels, die Barack Obama mit ihrem Lied Obama Rock im Wahlkampf unterstützten. Gelegentlich wird Brisebois’ Gesang mit dem von Alanis Morissette verglichen.
Neben ihrer eigenen Musikkarriere ist Brisebois auch als Texterin für andere Sänger aktiv. Sie schrieb unter anderem Lieder für Kelly Clarkson (Just Missed the Train), Leona Lewis (Alive, Let It Rain) und Kylie Minogue (u. a. Boombox, I’m Just Here for the Music). Zu ihren Hits zählen Unwritten und Pocketful of Sunshine von Natasha Bedingfield; für Pocketful of Sunshine wurde Brisebois 2009 mit einem Robert S. Musel Award der BMI Awards für den Song des Jahres ausgezeichnet. Für ihr mit Gregg Alexander geschriebenes Lied Lost Stars des Films Can a Song Save Your Life? erhielt Brisebois 2015 eine Oscar-Nominierung in der Kategorie Bester Song. Es war das erste Mal, dass Brisebois für einen Film die Musik beisteuerte; in Can a Song Save Your Life? war sie zudem auch als Sängerin zu sehen.

## Filmografie (Auswahl)
- 1976: Das Trauma (The Premonition)
- 1977: Kojak – Einsatz in Manhattan (Kojak) (TV-Serie, zwei Folgen)
- 1978–1979: All in the Family (TV-Serie, 24 Folgen)
- 1978: Wenn ich dich wiedersehe (If Ever I See You Again)
- 1978: Mit dir in einer großen Stadt (Slow Dancing in the Big City)
- 1978: König der Zigeuner (King of the Gypsies)
- 1979–1983: Archie Bunker’s Place (TV-Serie, 81 Folgen)
- 1980: Die Chaotin und der Wolfmann (Mom, the Wolfman and Me) (TV)
- 1983–1984: Unter der Sonne Kaliforniens (Knots Landing) (TV-Serie, 7 Folgen)
- 1987:	Big Bad Mama II
- 1990: Horde des Schreckens (Kill Crazy)
- 1997:	Besser geht’s nicht (As Good as It Gets)
- 2013: Can a Song Save Your Life? (Begin Again)

## Diskografie
Alben
- 1994: Arrive All Over You
- 1998: Maybe You’ve Been Brainwashed Too (als Mitglied der New Radicals)
- 1999: Portable Life
- 2006: Just Missed the Train (Kompilation)

Singles
- 1994: Gimme Little Sign
- 1994: What If God Fell from the Sky
- 1995: I Don’t Wanna Talk About Love
- 1999: I’ve Had It

## Auszeichnungen (Auswahl)
- 1981: Youth in Film Awards – Beste jugendliche Hauptdarstellerin (Fernsehfilm), für Die Chaotin und der Wolfmann
- 1982: Youth in Film Awards – Beste jugendliche Hauptdarstellerin (Fernsehserie), für Archie Bunker’s Place
- 1982: Golden-Globe-Nominierung, Beste Nebendarstellerin – Serie, Mini-Serie oder TV-Film, für Archie Bunker’s Place
- 2009: BMI Awards, The Robert S. Musel Award, für Pocketful of Sunshine
- 2015: Oscar-Nominierung, Bester Song, für Lost Stars aus Can a Song Save Your Life?